# Gornja Kupinovica
Gornja Kupinovica (cyr. Горња Купиновица) – wieś w Serbii, w okręgu jablanickim, w mieście Leskovac. W 2011 roku liczyła 141 mieszkańców.